# Хелмер, Джереми
Дже́реми Хе́лмер (нидерл. Jeremy Helmer; 20 июля 1997 года, Амстелвен, Нидерланды) — нидерландский футболист, играющий на позиции полузащитника.

## Карьера
Хелмер является воспитанником АЗ, в академию которого он перебрался в 12 лет. Выступал за молодёжную команду, в общей сложности провёл за неё 29 игры, забил 12 мячей. С сезона 2016/17 привлекается к тренировкам с основной командой. 19 февраля 2017 года дебютировал в Эредивизи в поединке против «Виллема II», выйдя на замену на 61-й минуте вместо Матса Сёнтьенса. Всего в дебютном сезоне провёл четыре встречи. Дебютный гол забил уже в сезоне 2017/18, 10 сентября 2017 года в ворота НАК Бреда.
Выступал за юношеские команды Нидерландов. 24 марта 2017 года дебютировал в молодёжной сборной Нидерландов в поединке против сверстников из Финляндии.